# La Gentille Intruse
Pour plus de détails, voir Fiche technique et Distribution.
La Gentille Intruse (titre original : The Gentle Intruder) est un film américain réalisé par James Kirkwood Sr., sorti en 1917.

## Fiche technique
- Titre : La Gentille Intruse
- Titre original : The Gentle Intruder
- Réalisation : James Kirkwood Sr.
- Scénario : Clifford Howard
- Photographie :
- Montage :
- Producteur :
- Société de production : American Film Company
- Société de distribution : Mutual Film
- Pays de production :  États-Unis
- Langue : film muet avec les intertitres en anglais
- Format : Noir et blanc — 35 mm — 1,33:1 — Muet
- Genre : Film dramatique
- Métrage : 1 500 mètres
- Durée : 50 minutes
- Date de sortie :
  - États-Unis : 19 février 1917

## Distribution
- Mary Miles Minter : Sylvia
- George Fisher : Arnold
- Eugenie Forde : Mrs. Baxter
- Harvey Clark : Mr. Baxter
- Franklin Ritchie (en) : The Count
- Marie Van Tassell :
- George Periolat :
- Ethel Ullman :